# Schienenechsen
Die Schienenechsen (Teiidae), auch Tejus genannt, sind eine Familie in der Ordnung der Schuppenkriechtiere (Squamata).

## Vorkommen
Sie kommen ausschließlich in Mittel- und Südamerika vor. In andere Gebiete wurden sie eingeschleppt.

## Körperbau
Die Länge beträgt zwischen acht Zentimeter und 1,5 Meter. Sie zeichnen sich durch einen dünnen, langen Schwanz aus und wie bei den Waranen durch eine lange, tief eingeschnittene Zunge, die zur Nahrungssuche eingesetzt wird. Ihre Kopfschilde sind nicht mit dem Schädelknochen verwachsen.

## Lebensweise
Bemerkenswert ist bei den Schienenechsen, dass bei einigen Arten nur Weibchen existieren. Sie kommen ohne Männchen aus und legen ohne Befruchtung Eier, aus denen nur weibliche Tiere ausschlüpfen. (Siehe Parthenogenese)
Einige Arten haben sich auf eine bestimmte Nahrung spezialisiert. Der Krokodilteju ernährt sich zum großen Teil nur von Wasserschnecken und lebt meistens im Wasser. Andere sind vorwiegend Bodenbewohner und ernähren sich von kleinen Säugern und Insekten.

## Namensherkunft
Den Namen Schienenechsen bekamen sie wegen ihrer großen Schuppen am Bauch.

## Systematik
- Familie Schienenechsen (Teiidae)[1]

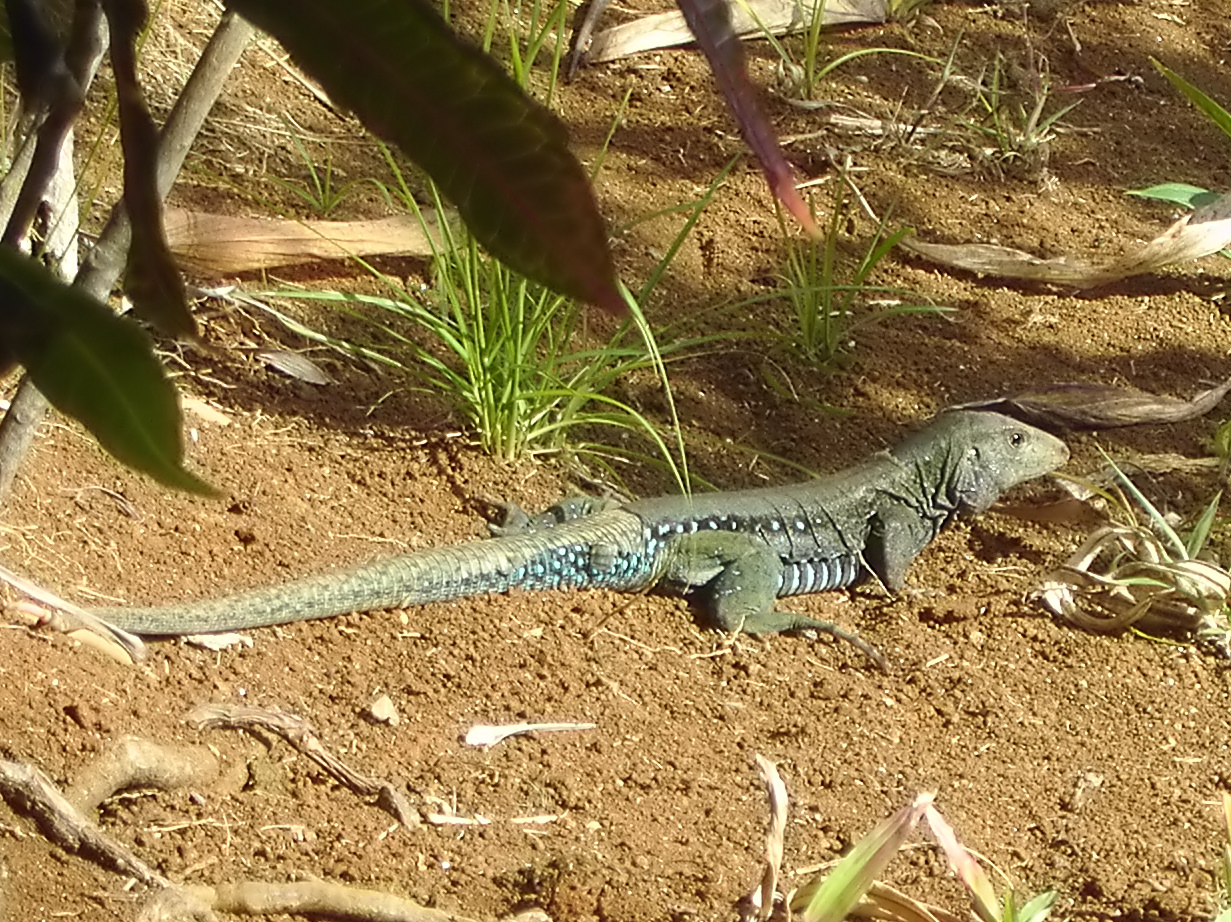
Ameiva fuscata

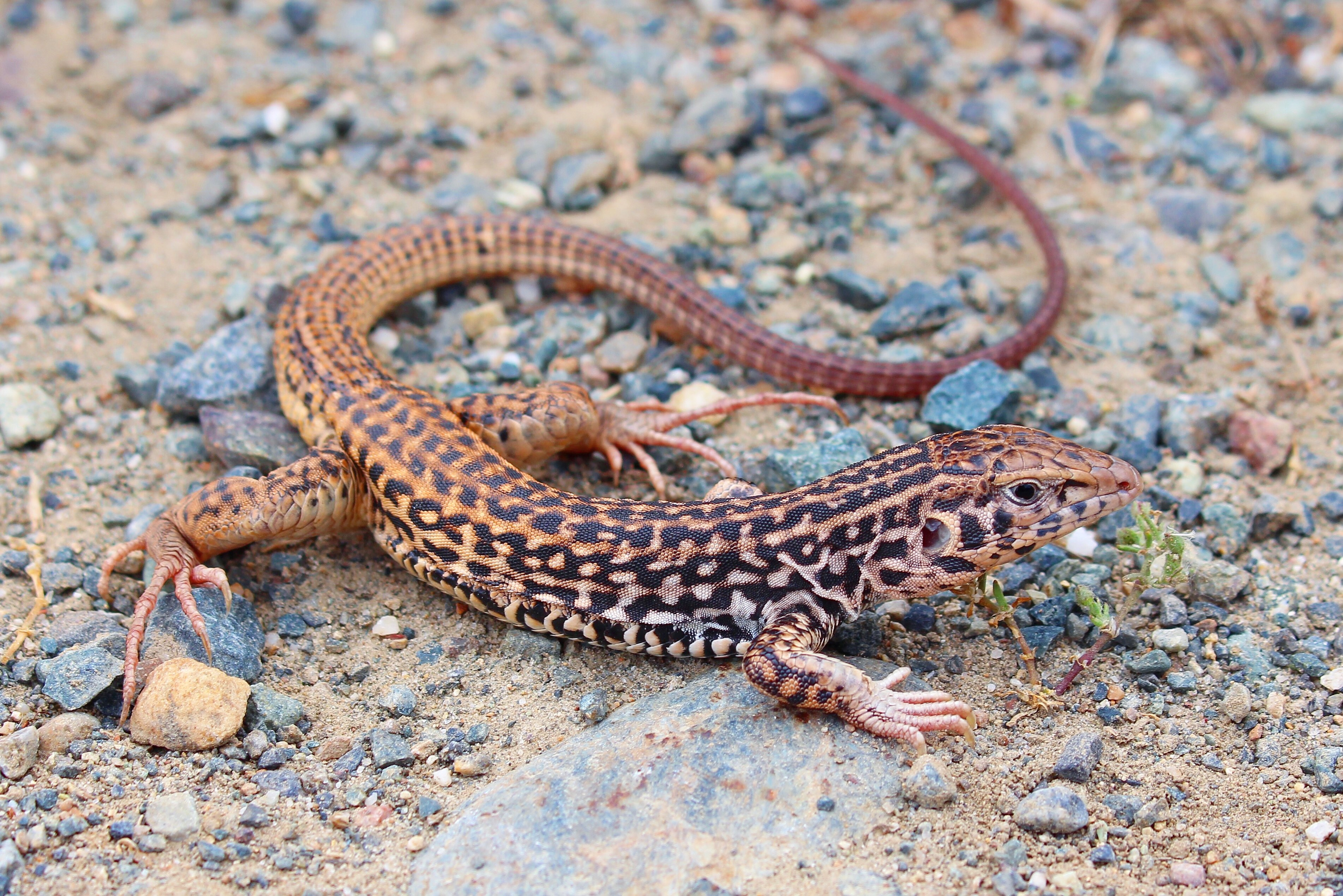
Aspidoscelis tigris

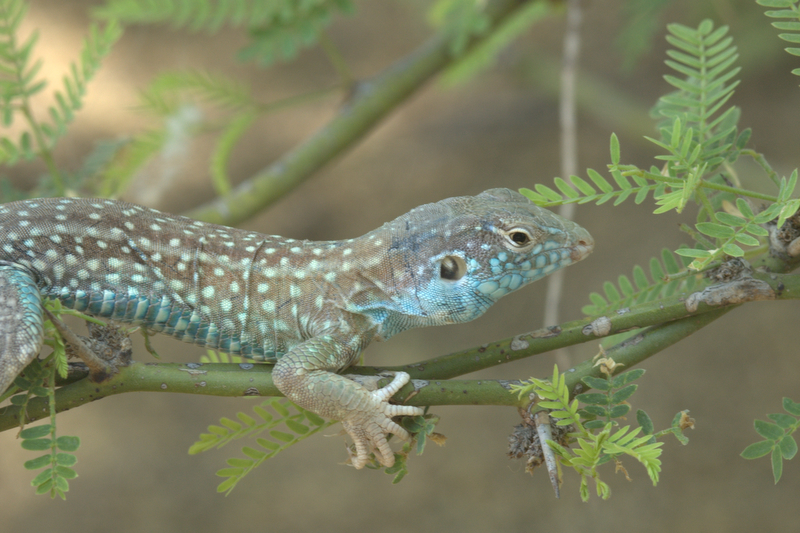
Dicrodon guttulatum

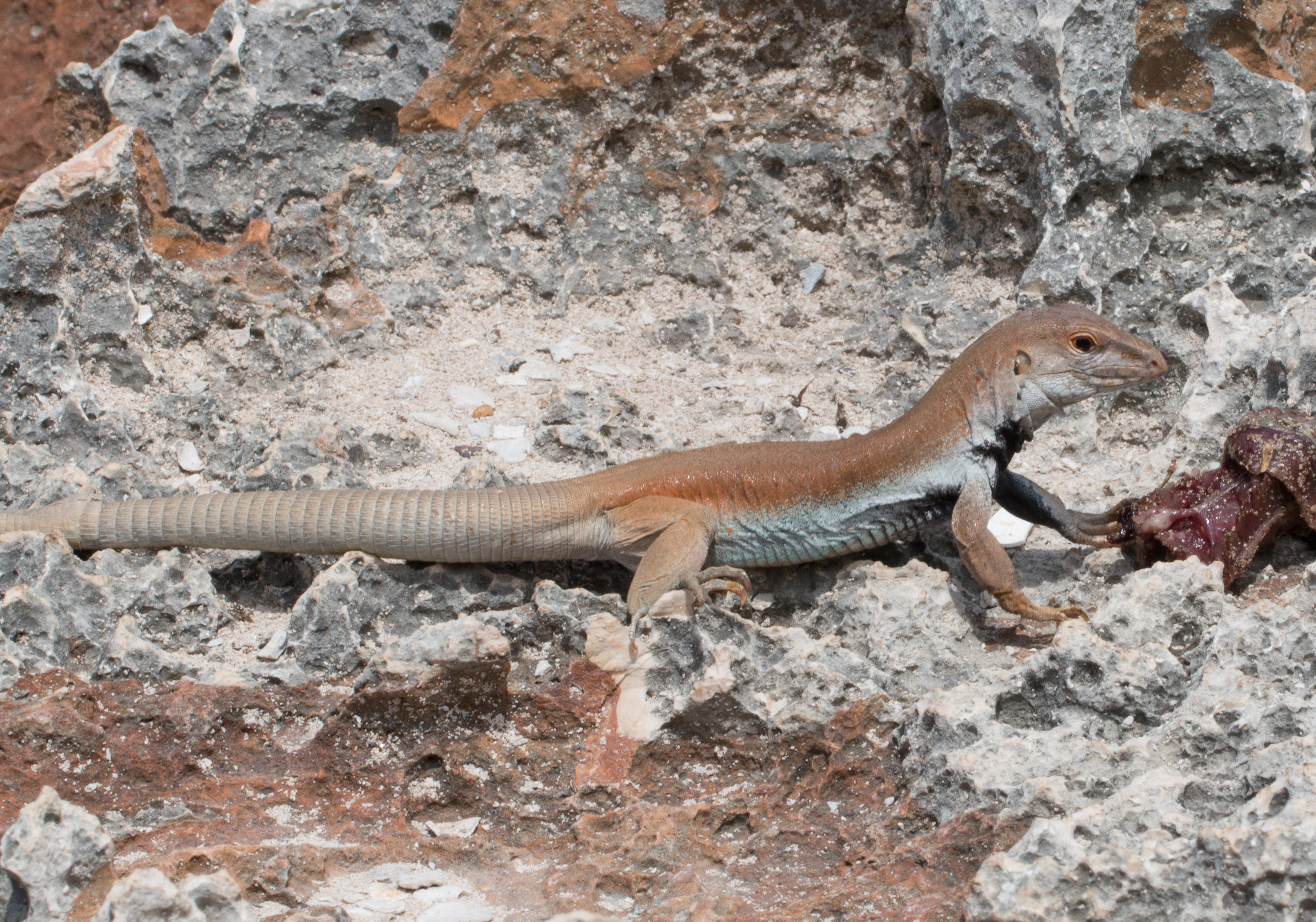
Pholidoscelis chrysolaemus

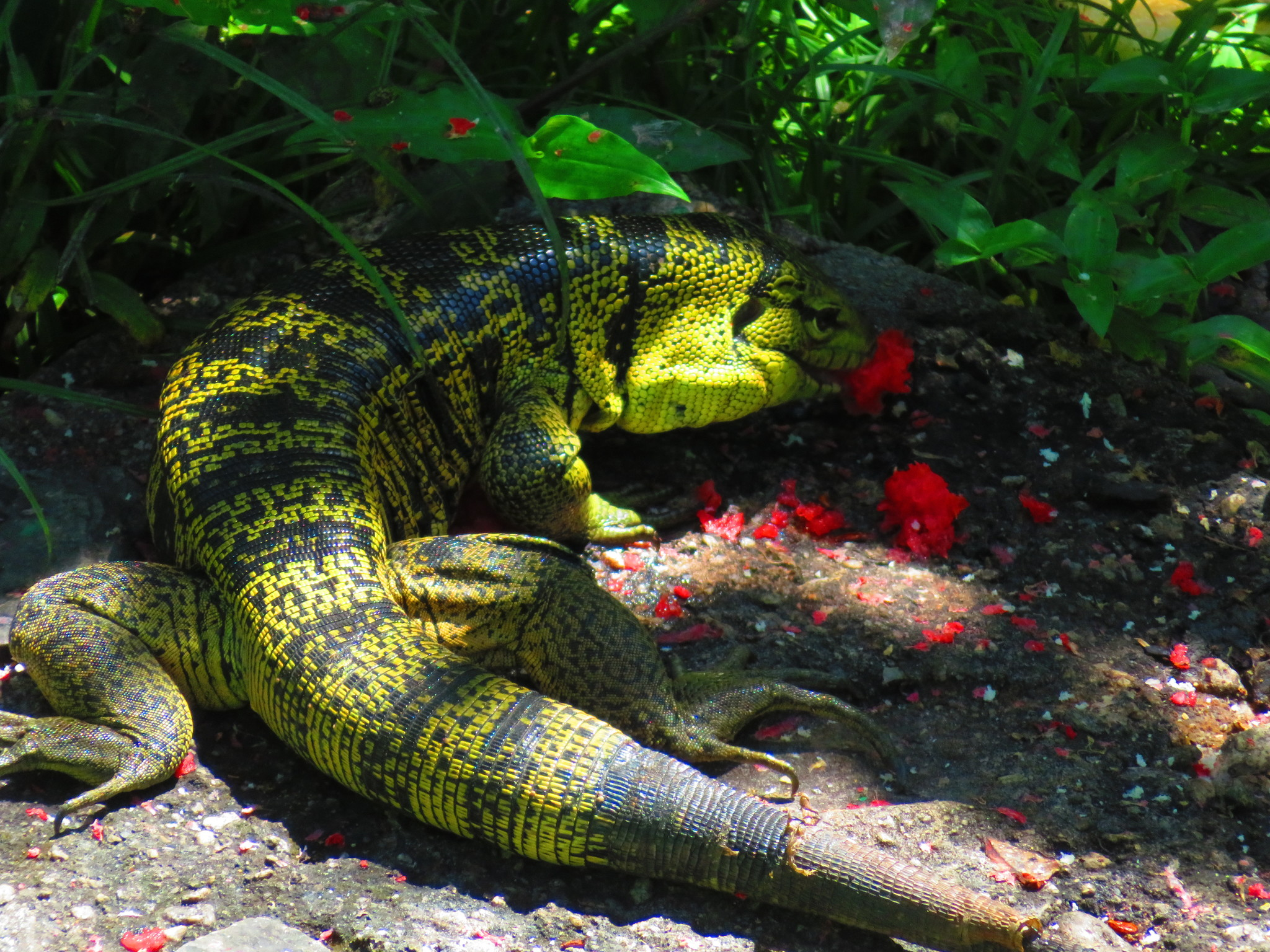
Tupinambis cryptus

  - Unterfamilie Callopistinae (2 Arten)
    - Callopistes Gravenhorst, 1838
      - Callopistes flavipunctatus (Duméril & Bibron, 1839)
      - Chile-Teju (Callopistes maculatus Gravenhorst, 1838)

  - Unterfamilie Teiinae (> 110 Arten)
    - Ameiven (Ameiva Meyer, 1795)
      - Grüne Ameive (Ameiva ameiva)
      - Zentralamerikanische Ameive (Ameiva festiva)
      - † Guadeloupe-Ameive (Ameiva cineracea Barbour & Noble, 1915)
      - † Martinique-Ameive (Ameiva major)

    - Ameivula Harvey et al., 2012
    - Aspidoscelis Fitzinger, 1843
    - Aurivela Harvey et al., 2012
    - Rennechsen (Cnemidophorus Wagler, 1830)
      - Tüpfelrennechse (Cnemidophorus lemniscatus)
      - Sechsstreifenrennechse (Cnemidophorus sexlineatus)

    - Contomastix Harvey et al., 2012
    - Dicrodon Duméril & Bibron, 1839
    - Glaucomastix Goicoechea, Frost, De la Riva, Pellegrino, Sites, Rodrigues & Padial, 2016
    - Holcosus Cope, 1862
    - Kentropyx Spix, 1825
    - Medopheos Harvey et al., 2012
    - Pholidoscelis Fitzinger, 1843
    - Teius Merrem, 1820

  - Unterfamilie Tupinambinae (10 Arten)
    - Crocodilurus Spix, 1825
      - Crocodilurus amazonicus (Spix, 1825)

    - Dracaena Daudin, 1802
      - Krokodilteju (Dracaena guianensis Daudin, 1802)
      - Dracaena paraguayensis Amaral, 1950

    - Salvator
      - Salvator duseni (Lönnberg, 1896)
      - Schwarzweißer Teju (Salvator merianae (Duméril & Bibron 1839))
      - Roter Teju (Salvator rufescens (Günther, 1871))

    - Tupinambis Daudin, 1803
      - Kryptischer Goldteju (Tupinambis cryptus Murphy, Jowers, Lehtinen, Charles, Colli, Peres Jr., Hendry, & Pyron, 2016)
      - Tupinambis cuzcoensis Murphy, Jowers, Lehtinen, Charles, Colli, Peres Jr., Hendry, & Pyron, 2016
      - Tupinambis longilineus Avila-pires, 1995
      - Tupinambis matipu Silva, Ribeiro-Junior, & Ávila-Pires, 2018
      - Tupinambis palustris Manzani & Abe, 2002
      - Tupinambis quadrilineatus Manzani & Abe, 1997
      - Goldteju (Tupinambis teguixin (Linnaeus, 1758))
      - Tupinambis zuliensis Murphy, Jowers, Lehtinen, Charles, Colli, Peres Jr., Hendry, & Pyron, 2016

  - Unterfamilie † Polyglyphanodontinae Gilmore 1942[2]